# Aplegapilotes

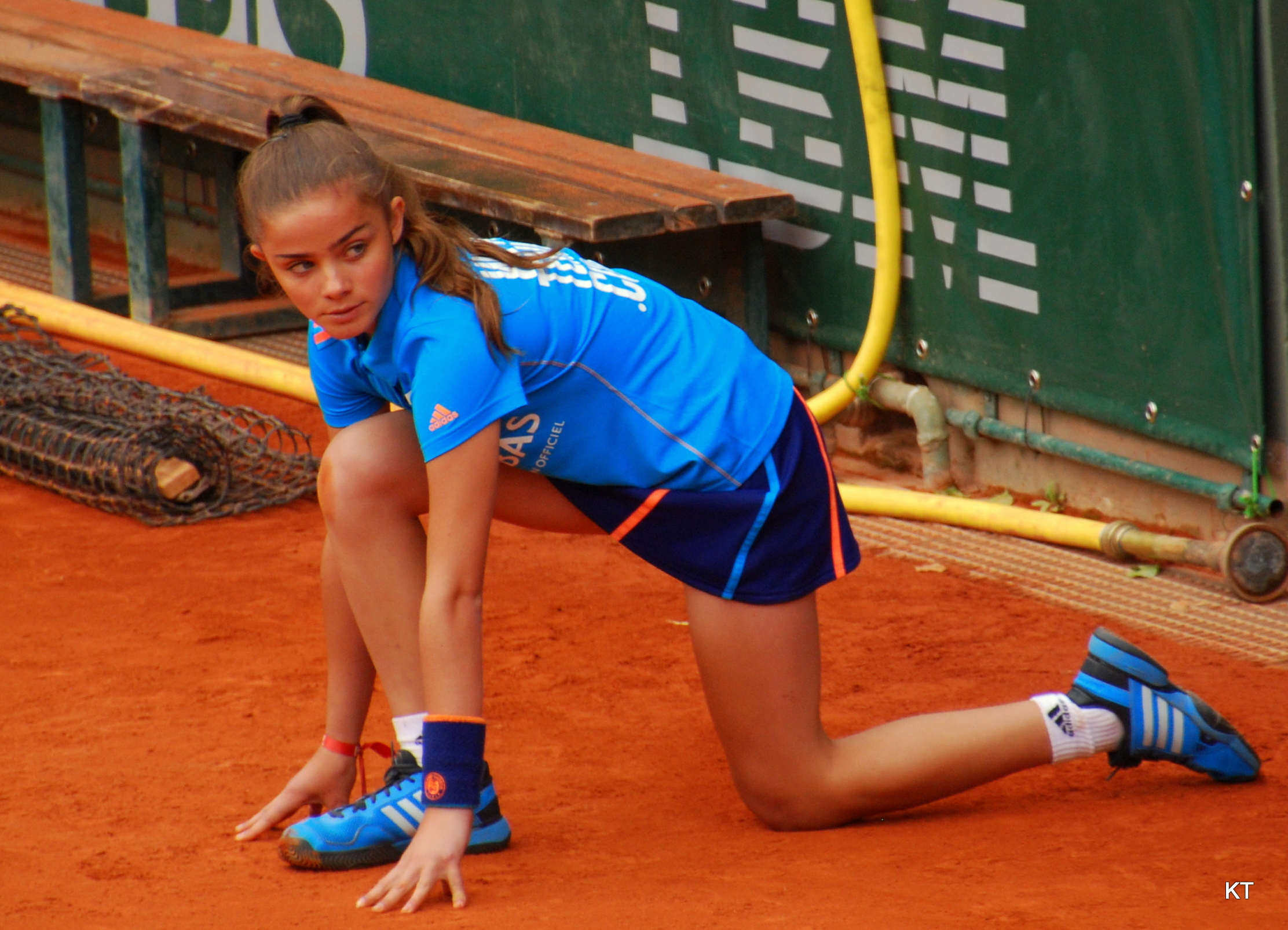
Una aplegapilota a l'Open de França de tennis 2014

L'aplegapilotes (anomenat ball boy en anglès) és la persona encarregada de recollir i retornar les pilotes que han sortit al partit. Ha de ser un procés àgil i ràpid per a que no es perdi temps de joc. Juga un paper fonamental i molt important a tots els partits de qualsevol esport de pilota, com el tenis, futbol associatiu, futbol americà, bandy, criquet, beisbol i bàsquet. Acostumen a anar vestits uniformats, amb roba plena de publicitat o del propi club esportiu.
Encara que no siguin essencials per a un joc, les seves activitats ajuden a accelerar-ho reduint la quantitat de temps inactiu.

## Tennis
La recuperació ràpida de les pilotes soltes i el lliurament de les pilotes de joc als servidors són necessaris principalment per un bon funcionament d'un joc de tenis. En els tornejos professionals, cada pista comptarà amb un equip entrenat de nens/nenes de pilota amb posicions i moviments dissenyats per a la màxima eficiència, sense interferir amb el joc actiu.
Són els encarregats de donar les pilotes que calguin pel jugador o jugadora que comenci el servei i, per tant, el punt.

### Posicions
Les nets es troben a banda i banda de la xarxa per recuperar les boles que queden atrapades per la xarxa. La seva feina és recollir boles mortes de la pista i alimentar-les a les bases després d'un punt. Això es fa generalment fent rodar-los al costat de la pista.
Les bases es troben just al costat de cada cantonada (a cada extrem de la línia de base a cada extrem de la pista). La seva feina és recuperar boles de les nets i després alimentar les boles al servidor.
Es situen als laterals de la torre de l'àrbitre per recollir les pilotes que no passen de la xarxa i als extrems laterals del terreny del joc, juntament amb els jutges de línia.

### Feeding
El Feeding és la manera com els nens i nenes donen les pilotes als jugadors. En diferents tornejos, utilitzen diferents tècniques per fer el feeding. En alguns tornejos, les bases tenen els dos braços en l'aire, donen les pilotes amb un braç; en altres, tenen un braç en l'aire amb el qual llancen les boles i l'altre braç a l'esquena. A l'hora fer el feeding de la pilota, també han de ser conscients de la preferència d'un jugador. La majoria dels jugadors accepten l'estàndard, que és que el nen o la nena de la pilota llanci suaument la pilota (des de la posició amb els braços estesos cap amunt) de manera que reboti una vegada i després a l'alçada adequada perquè el jugador pugui agafar la pilota fàcilment.

## Futbol
La FIFA va augmentar el nombre de pilotes en un joc per decret, i això va suposar la demanda i la necessitat de disposar de més aplegapilotes durant un partit. Hi ha entre 12 i 15 persones fent aquesta funció en un partit oficial de futbol. Es col·loquen en punts estratègics on la pilota acostuma a sortir: cadascun dels costats del terreny de joc delimitats per les línies de banda, córners, costats d'ambdues portes...
Es solen posicionar darrera dels taulers publicitaris del camp.
Els mètodes per a seleccionar els aplegapilotes varien entre els terrenys.En ocasions, els equips visitants s'han queixat del favor percebut dels nens cap als equips locals.

## Beisbol
Els aplegapilotes estan estacionats a les zones fora de joc a prop de les línies de falta de primera i tercera base per recuperar pilotes de beisbol fora de joc. No s'han de confondre amb els batboys i batgirls, que romanen dins o prop del dugout d'un equip i de l'àrea de casa, principalment per atendre els bats de beisbol d'un equip.

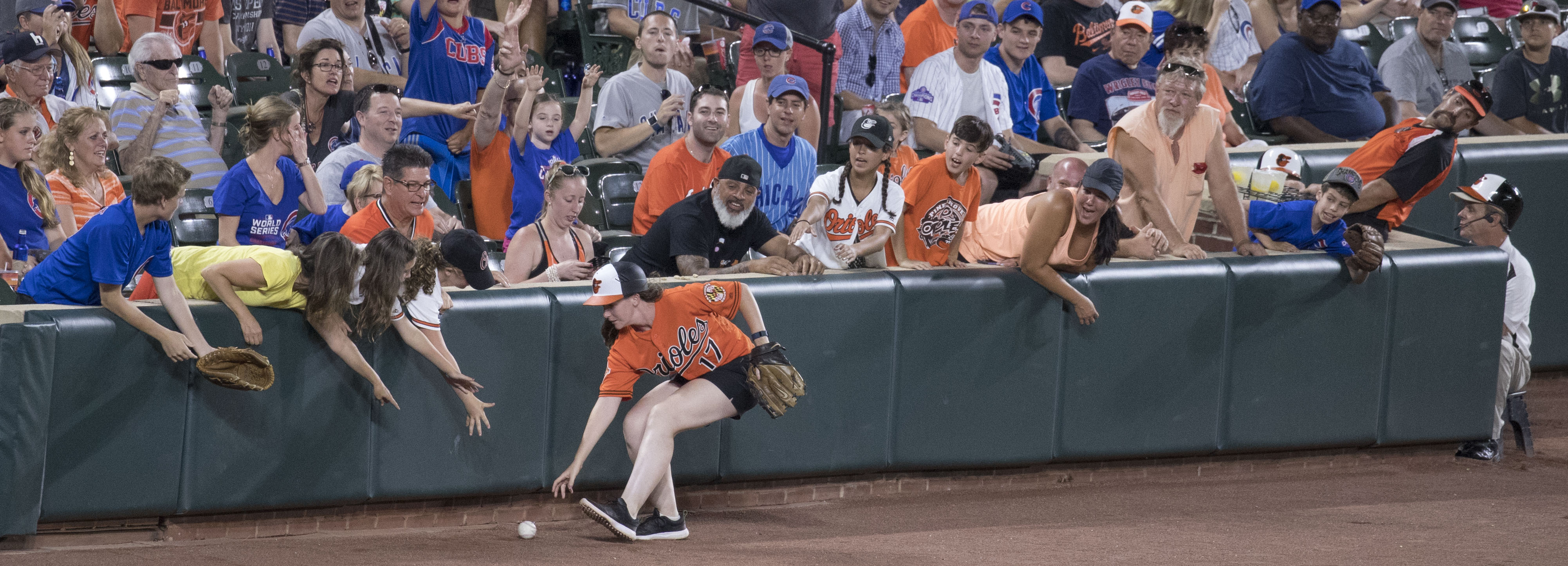
Una aplegapilotes recuperant una pilota de falta en un partit dels Baltimore Orioles

A mesura que els aplegapilotes estan estacionats al camp, encara que en territori brut, de tant en tant poden interferir amb el joc; aquests esdeveniments es regeixen per la Regla 6.01(d), el punt principal de la qual és que si la interferència no és intencionada, qualsevol pilota viva romandrà viva i en joc.

## Criquet
Al criquet els aplegapilotes estan estacionats al voltant del camp just fora de la frontera per recuperar qualsevol pilota colpejada a les grades de l'espectador o a la corda de frontera. A l'Índia, les persones discapacitades ja no poden ser aplegapilotes després d'una controvèrsia que va tenir lloc el 2017, després de les crítiques de la Junta de Control per a Cricket a l'Índia sobre l'aparició d'un fan afligit per la poliomielitis que havia estat servint com a ball-boy durant uns anys.